# Georges Frêche
Georges Frêche (Puylaurens, 9 de julho de 1938 – Montpellier, 24 de outubro de 2010) foi um político francês.

## Biografia
Estudou Direito e Geografia em Paris. Em 1977, foi eleito prefeito socialista de Montpellier, permanecendo até 2004 . No mesmo ano em que renunciou ao cargo de prefeito, foi eleito presidente do Conselho Regional de Languedoque-Rossilhão e ocupou o cargo até sua morte em outubro de 2010, aos 72 anos. Em janeiro de 2007, foi expulso do Partido Socialista por declarações contra os harkis, combatentes árabes que lutaram ao lado do Exército francês contra os independentistas argelinos, após o qual apresentou uma candidatura alternativa com a qual ganhou as eleições regionais em março do mesmo ano. Após sua morte, Christian Bourquin assumiu seu cargo.